# Novoșînî, Jîdaciv
Novoșînî (în ucraineană Новошини) este un sat în așezarea urbană Juravne din raionul Jîdaciv, regiunea Liov, Ucraina.

## Demografie
Componența lingvistică a localității Novoșînî
     Ucraineană (100%)
Conform recensământului din 2001, toată populația localității Novoșînî era vorbitoare de ucraineană (100%).